# Duncan II.
Duncan II. (škot. Donnchadh mac Mhaoil Chaluim) (?, oko 1060. – kraj Kincardineshirea, 12. studenog 1094.), škotski kralj od proljeća do jeseni 1094. godine. Sin je kralja Malcolma III. i njegove prve žene Ingibiorg.
Više je godina živio kao otac na normanskom dvoru, kamo ga je dao otac Malcolm III., kao zalog mira i podređenosti, engleskom kralju Vilimu I. Osvajaču. Iz zarobljeništva ga je 1078. godine oslobodio engleski kralj Vilim II. Riđi.
Postao je kralj nakon što je, uz normansku pomoć, svrgnuo s vlasti i protjerao svog strica, Donalda III. Ubijen je po naredbi Donalda, nakon čega su on i njegov brat Edmund preuzeli zajedničku vlast nad zemljom.